# St. Symphorien Military Cemetery
St. Symphorien Military Cemetery is een militaire begraafplaats van het Britse Gemenebest met gesneuvelden uit de Eerste Wereldoorlog, gelegen in het Belgische dorp Saint-Symphorien, een deelgemeente van de Waalse stad Bergen (Mons). De site staat sinds 2023 op de Unesco-Werelderfgoedlijst als onderdeel van inschrijving Begraafplaatsen en herdenkingssites van de Eerste Wereldoorlog (Westelijk Front).

## Kenmerken
De begraafplaats werd ontworpen door William Cowlishaw en ligt ca. 4,5 km ten zuidoosten van het centrum van Bergen. De site van de begraafplaats ligt op een kunstmatige heuvel en is een gift van de lokale inwoner Jean Houzeau de Lehaie. Ze werd speciaal aangelegd om het uitzicht van een bosrijk park te creëren. Centraal op het hoogste punt staat een granieten gedenkzuil voor de Duitse en Britse soldaten die gesneuveld zijn tijdens de Slag bij Mons in augustus 1914. Elders staan nog twee Duitse gedenkzuilen voor de manschappen van het Royal Middlesex Regiment, de Royal Fusiliers en het Royal Irish Regiment. Het Britse Cross of Sacrifice (Offerkruis) staat centraal op de begraafplaats. Deze begraafplaats is vooral bekend omdat aangenomen wordt dat zowel het eerste als het laatste Britse slachtoffer van de Eerste Wereldoorlog hier begraven liggen (zie Graven). Er worden 229 Britse en 284 Duitse doden herdacht. De begraafplaats wordt onderhouden door de Commonwealth War Graves Commission.

## Geschiedenis
De begraafplaats werd door de Duitsers aangelegd in augustus 1914 en bleef in hun handen tot het einde van de oorlog.
Het bevat de graven van zowel Duitse als Britse en Canadese slachtoffers die gevallen zijn in de eerste maand van de oorlog en tijdens het eindoffensief van de geallieerden in oktober en november 1918. Bij de wapenstilstand waren er 188 Britse en 245 Duitse soldaten begraven maar werd daarna nog uitgebreid met graven afkomstig van Gembloux Gemeentelijke begraafplaats, Havre Oud Gemeentelijk begraafplaats, Noirchain kerkhof, Obourg kerkhof, Spiennes Gemeentelijk begraafplaats, St. Symphorien kerkhof, St. Symphorien Gemeentelijk begraafplaats en Wasmes-en-Borinage Gemeentelijk begraafplaats, wat het totaal op 513 doden brengt. Van de Britse slachtoffers konden er 65 niet meer geïdentificeerd worden. Onder de Duitse slachtoffers zijn er 40 niet geïdentificeerde.
Vijf Britse slachtoffers worden herdacht met speciale herdenkingsstenen (Special Memorials) omdat hun graven niet meer gevonden werden en men aanneemt dat ze zich onder de naamloze graven bevinden. Vier Britten worden herdacht met een Duhallow Block. Zij stierven in krijgsgevangenschap en werden oorspronkelijk op het kerkhof van Obourg begraven maar hun graven werden later niet meer teruggevonden.

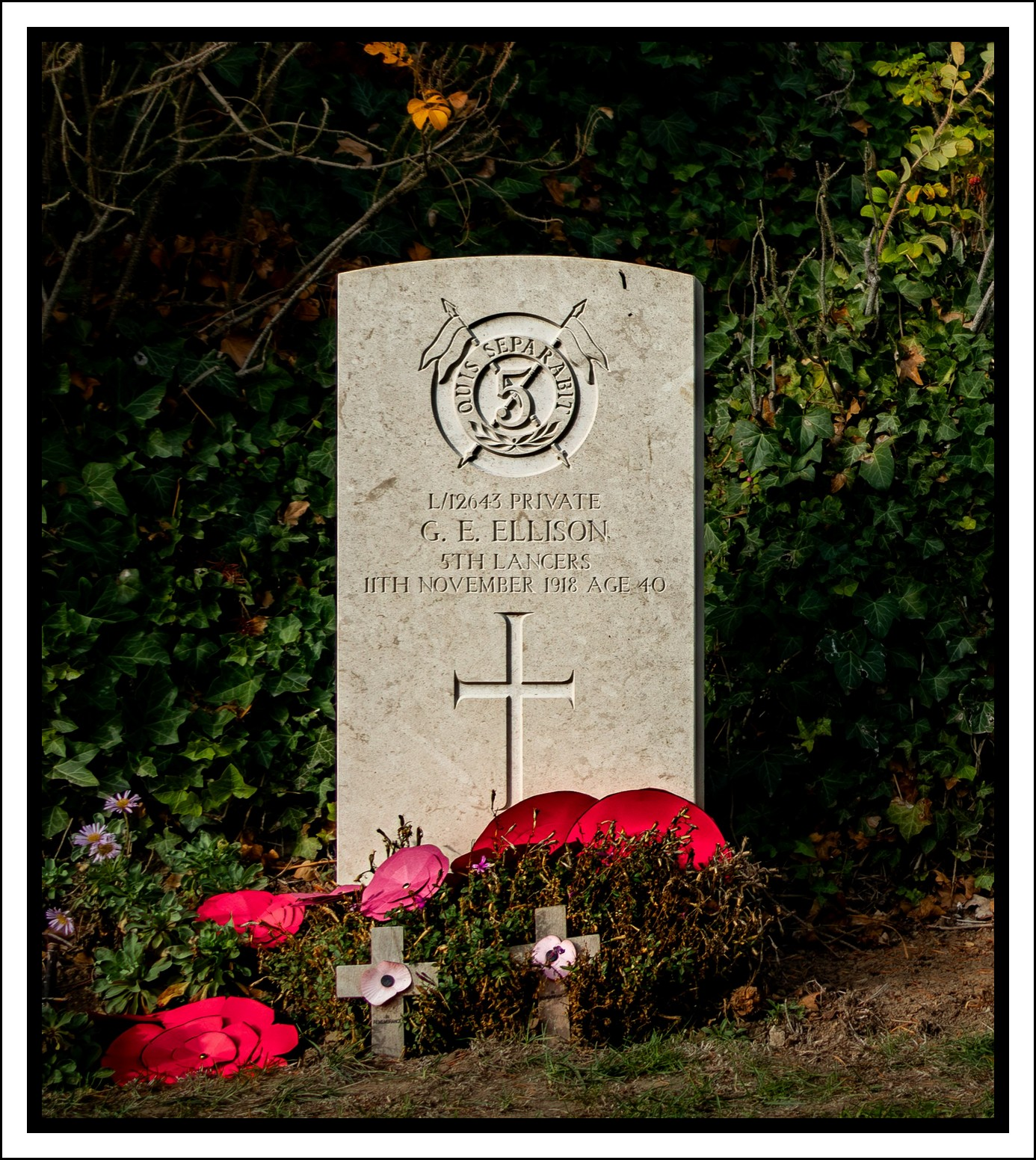
Grafzerk van soldaat George E. Ellison

## Graven
- John Parr, soldaat bij het Middlesex Regiment wordt als eerste Britse gesneuvelde beschouwd. Hij was slechts 17 jaar toen hij sneuvelde op 21 augustus 1914.
- George E. Ellison, soldaat bij de 5th (Royal Irish) Lancers wordt als laatste Britse gesneuvelde beschouwd. Hij was 40 jaar toen hij sneuvelde op 11 november 1918.
- George Lawrence Price, soldaat bij de Canadian Infantry wordt als laatste Canadese gesneuvelde beschouwd. Hij was 25 jaar toen hij sneuvelde op 11 november 1918.

### Onderscheiden militairen
- Luitenant Maurice James Dease van het 4th Bn. Royal Fusiliers, stierf op 23 augustus 1914 aan zijn verwondingen opgelopen tijdens zijn koelbloedig optreden bij een actie met machinegeweren. Hij ontving hiervoor het Victoria Cross (VC). Hij was 24 jaar.
- G.H. Smith, kapitein bij de Coldstream Guards werd onderscheiden met het Military Cross (MC).
- soldaat J. Brennan van het Royal Irish Regiment ontving de Military Medal (MM).

## Herdenking
Op 4 augustus 2014, precies 100 jaar na het begin van de Eerste Wereldoorlog, werd een herdenkingsplechtigheid gehouden voor alle gesneuvelden uit deze oorlog. De plechtigheid vond plaats in aanwezigheid van het Belgisch koningspaar, de Britse prins William en zijn echtgenote Kate en zijn broer prins Harry.